# Club Atlético Chacarita Juniors

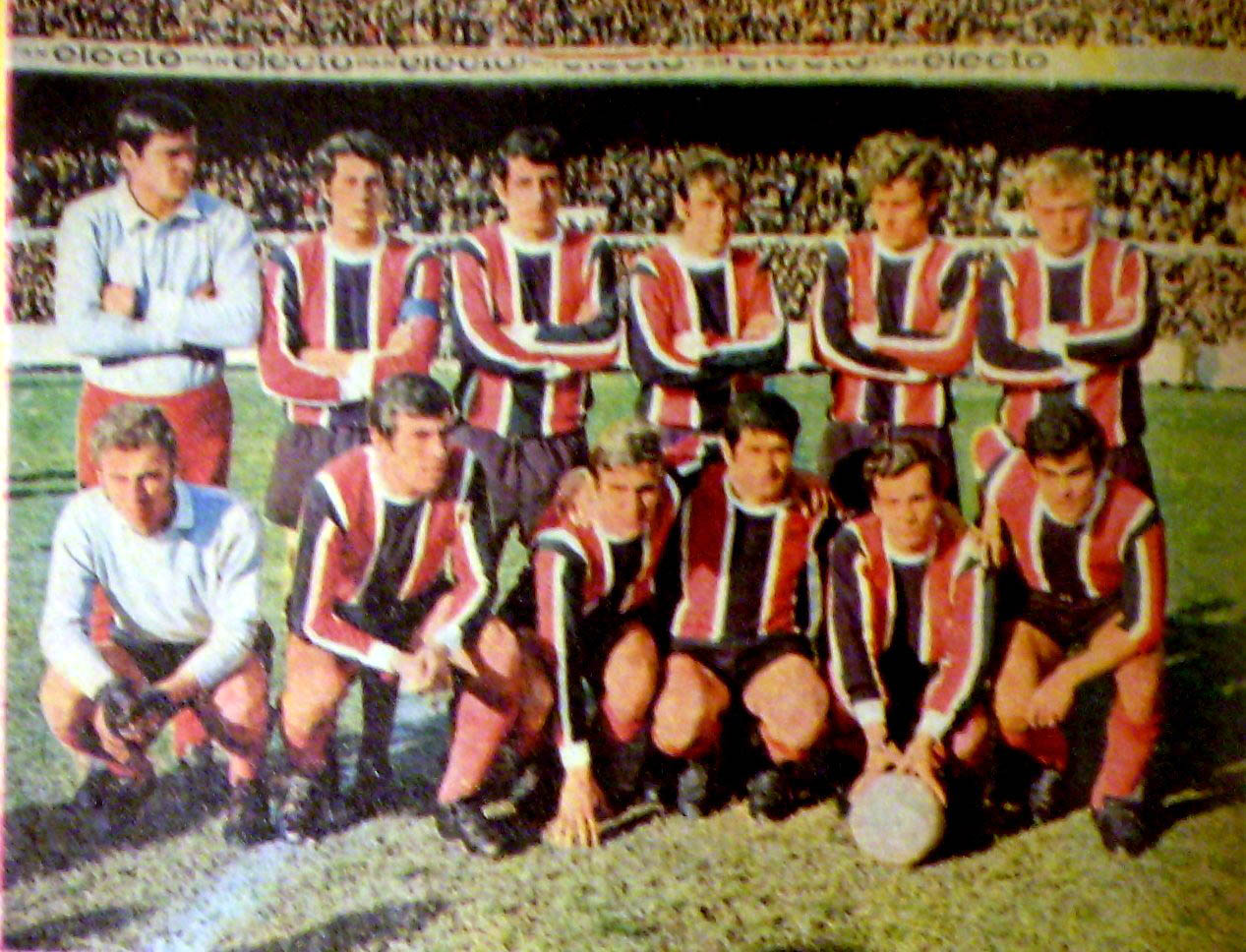
Equip campió el 1969.

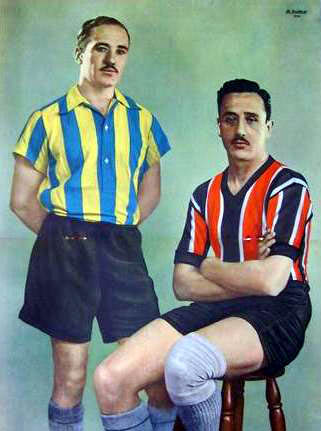
Santiago Carignano i Francisco Santia, jugadors d'Atlanta i Chacarita el 1936.

El Club Atlético Chacarita Juniors és un club de futbol argentí de la ciutat de Villa Maipú, Partit de General San Martín a la Província de Buenos Aires.
Va ser fundat l'1 de maig de 1906 als barris de Villa Crespo i Chacarita de Buenos Aires. Després d'un període de crisi el club es refundà el 1919. L'any 1940 es traslladà a General San Martín.